# Elachista bazaensis
Elachista bazaensis es una polilla de la familia Elachistidae endémica de España.
Fue descubierta en 1990 por Traugott-Olsen y fue nombrada así por el lugar donde fue descubierta.

## Descripción
Insecto de color blanquecino, el cual posee un par de antenas, sus alas contienen una especie de pelillos.